# بخش سنتر کریک، شهرستان مارتین، مینه سوتا
بخش سنتر کریک (به انگلیسی: Center Creek Township) یک منطقهٔ مسکونی در ایالات متحده آمریکا است که در شهرستان مارتین، مینه‌سوتا واقع شده‌است.
 بخش سنتر کریک ۹۱٫۹ کیلومتر مربع مساحت و ۲۶۹ نفر جمعیت دارد و ۳۳۷ متر بالاتر از سطح دریا واقع شده‌است.